# 23578 Baedeker
23578 Baedeker este un asteroid din centura principală de asteroizi.

## Descriere
23578 Baedeker este un asteroid din centura principală de asteroizi. A fost descoperit pe 22 februarie 1995 la Tautenburg de Freimut Börngen. Asteroidul prezintă o orbită caracterizată de o semiaxă mare de 3,11 ua, o excentricitate de 0,15 și o înclinație de 1,8° în raport cu ecliptica.